# Tottvalltjärnen (Kalls socken, Jämtland)
Tottvalltjärnen är en sjö i Åre kommun i Jämtland och ingår i Indalsälvens huvudavrinningsområde. Sjön har en area på 0,0341 kvadratkilometer och ligger 669,7 meter över havet.

## Delavrinningsområde
Tottvalltjärnen ingår i det delavrinningsområde (704478-136551) som SMHI kallar för Mynnar i Kallsjön. Medelhöjden är 539 meter över havet och ytan är 2,86 kvadratkilometer. Räknas de 4 avrinningsområdena uppströms in blir den ackumulerade arean 68,12 kvadratkilometer. Husån som avvattnar avrinningsområdet har biflödesordning 2, vilket innebär att vattnet flödar genom totalt 2 vattendrag innan det når havet efter 316 kilometer. Avrinningsområdet består mestadels av skog (79 procent) och öppen mark (13 procent). Avrinningsområdet har 0,03 kvadratkilometer vattenytor vilket ger det en sjöprocent på 1,2 procent.